# Viaje en un trapecio
Viaje en un trapecio es una obra de teatro en dos actos de Jaime Salom, estrenada en 1970 en el Teatro Moratín de Barcelona.

## Argumento
Sobre el escenario de un circo semivacío, los dos únicos artistas que permanecen, Elena y César, exponen al público sus alegrías y sus temores, sus recuerdos y sus esperanzas de amor.

## Representaciones destacadas

### Teatro
Teatro Moratín, (Barcelona, 28 de noviembre de 1970). Estreno
- Dirección: José María Loperena.
- Intérpretes: 
  - Amparo Soler Leal
  - José María Mompín
  - Fernando Ulloa.

### Televisión
Televisión Española, en los estudios de Miramar (Estudio 1, TVE, 26 de mayo de 1975).
- Dirección: Sergi Schaaf.
- Intérpretes: 
  - Amparo Soler Leal: «Estrella»
  - Alejandro Ulloa: Patapluf
  - José María Prada: César